# Teucholabis (Teucholabis) laterospinosa
Teucholabis (Teucholabis) laterospinosa is een tweevleugelige uit de familie steltmuggen (Limoniidae). De soort komt voor in het Neotropisch gebied.